# Route d'hiver

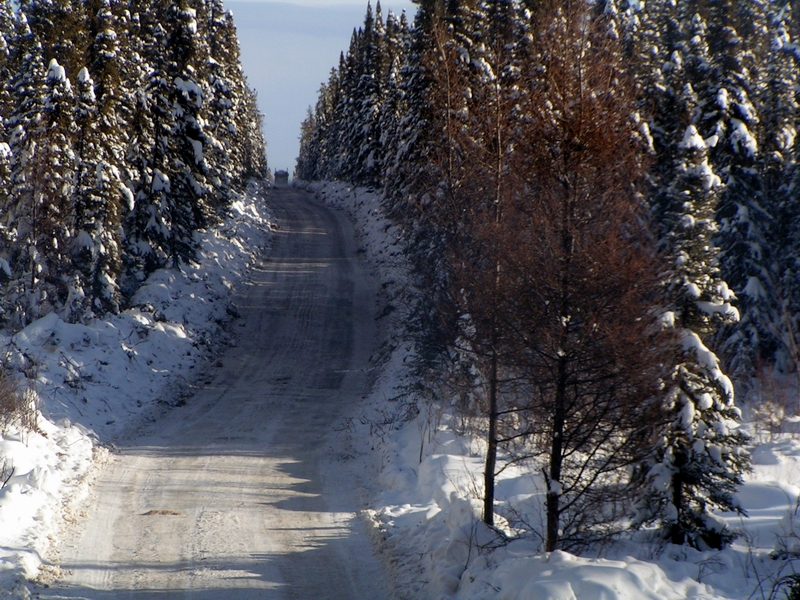
Route d'hiver dans le Nord de la Colombie-Britannique.

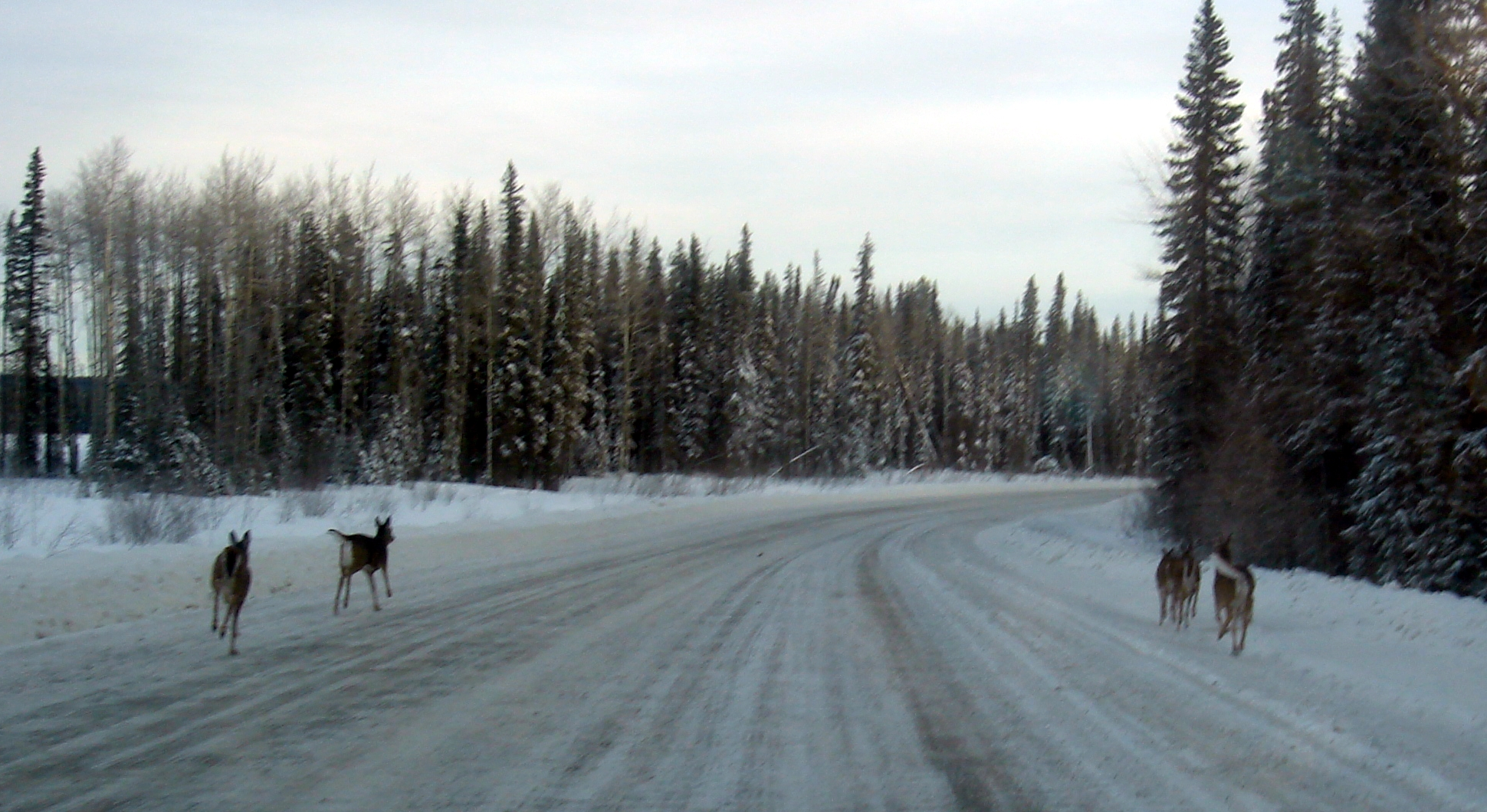
Route d'hiver dans le nord de l'Alberta.

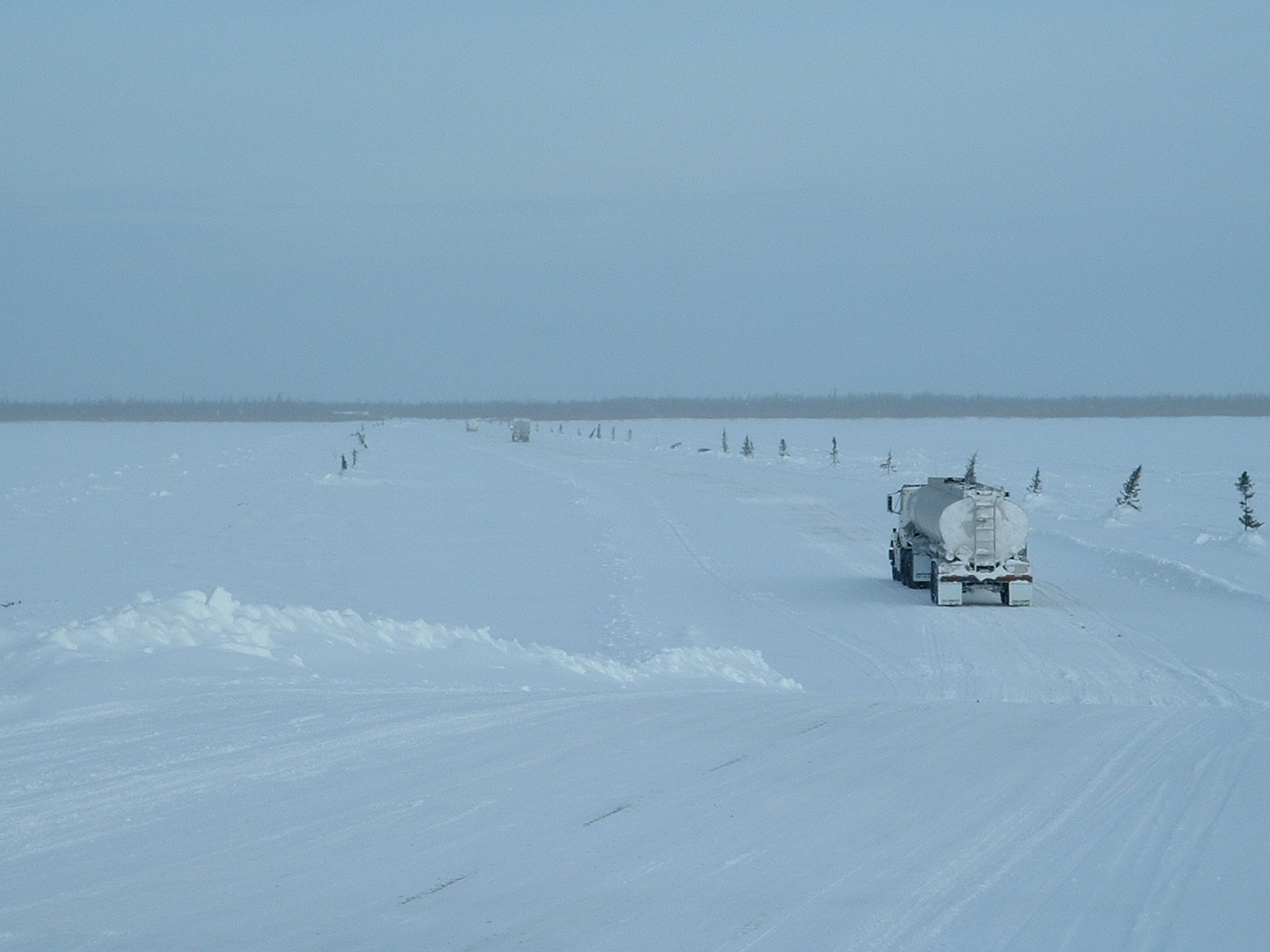
Route d'hiver traversant la rivière Albany, dans le Nord de l'Ontario.

Une route d'hiver, ou chemin d'hiver est une route saisonnière construite sur de la neige compacte, de la toundra gelée ou de la glace,,. Certaines routes d'hiver qui traversent une étendue de glace, voire qui sont majoritairement formées sur de la glace, sont aussi appelées routes de glace ou ponts de glace,,,. Une route d'hiver peut également inclure la traversée de zones de « portage », comme c'est le cas de la Tibbitt to Contwoyto Winter Road.
Les routes d'hiver ont pour but de faciliter le transport depuis, vers et au sein des zones isolées du Nord où il n'existe pas de route permanente en hiver. Elles permettent d'acheminer des marchandises de base, comme de la nourriture, du combustible, des matériaux de construction, jusqu'aux communautés géographiquement isolées. L'alternative aux routes d'hiver consiste à l'emploi du transport aérien, qui nécessite cependant l'existence d'une piste d'atterrissage, et qui peut s'avérer très coûteux, en particulier pour les matériaux en vrac,. Dans certaines régions, il a été observé que le changement climatique avait déjà modifié les routes d'hiver, notamment en contribuant à une réduction significative de leur durée de vie opérationnelle,.

## Québec
Un chemin d'hiver est au Québec un chemin forestier au statut particulier. Le Règlement sur l'aménagement durable de la forêt publique le définit comme « un chemin temporaire comportant une mise en forme sommaire et aménagé principalement pour la récolte de bois en hiver ».
Au Québec la récolte des bois se fait majoritairement en été, la construction des chemins d'hiver se fait à l'automne et le transport s'effectue par grumier quand la structure est suffisamment gelée, de fin novembre jusqu'à mars. Cette exploitation hivernale implique aussi la construction de ponts de glace. Le gel peut multiplier par 8 ou 10 la portance du sol, opportunément l'hiver permet de construire des chemins de carroyage des grumes à peu de frais, particulièrement pour les endroits comme les sols minces, hydromorphes, avec une faible capacité portante, les territoires entourés d'eau. La mise en œuvre de ces activités hivernales ou estivales a des impacts significatifs et particuliers sur les ressources du milieu forestier.
Par les Acte des Municipalités et des Chemins du Bas Canada de 1855, le long des chemins d'hiver, depuis le premier jour de décembre de chaque année jusqu'au premier jour d'avril de l'année suivante toutes les clôtures devaient être abattues. Dans le Règlement sur les normes d’intervention dans les forêts du domaine public (RNI de 1998), un chemin d’hiver est défini comme « un chemin construit en hiver n’exigeant aucuns travaux d’aménagement du sol et dont l’utilisation est limitée à la période où le sol est gelé à une profondeur d’au moins 35 centimètres ».
L'exploitation hivernale est remise en cause par le réchauffement climatique, l’utilisation des chemins d’hiver comportant donc de plus en plus d’incertitudes: ils sont construits de plus en plus tard en hiver, quelques fois fin décembre, et au printemps certains chemins sont moins fiables fin mars. De plus, un phénomène de plus en plus observé est le dégel sporadique durant la saison hivernale. Que ce soit en décembre, janvier ou février, un dégel de quelques jours ou même d’une semaine n’est pas rare, notamment dans le sud du Québec et en Estrie.